# 魏天浩
魏天浩（英語：Vincent Wei Tian Hao，1995年1月7日—），中國內地影視男演員，生於河北省石家莊市，畢業於北京城市學院主持配音專業，曾獲得「2018年瑞麗星勢力盛典年度時尚藝人獎」。

## 簡歷
魏天浩出身自河北省石家莊市，年幼時曾以長大後成為警察作夢想，2012年參加過《第25屆世界最佳模特大賽》，並獲得「中國賽區總決賽最佳上鏡獎」。2016年，他畢業於北京城市學院表演學部12級主持配音專業；在校期間已開始任職時尚模特兒，除了拍攝雜誌寫真和廣告，亦曾參與建黨紀錄片《重生》，飾演國民黨陸軍一級上將張學良。同年11月，他參演曹大偉執導的愛情喜劇電影《因為愛情》而正式出道；2017年5月主演懸疑推理劇《青春警事》中網絡警察「柯佳明」一角。
2019年，魏天浩主演青春愛情劇《冰糖燉雪梨》內新聞系學霸「邊澄」一角而受到注目；2020年8月在網易雲音樂推出首支親自作詞的個人單曲《你們，還好嗎》，同月首次領銜主演古裝仙俠劇《百靈潭》。

## 演出作品

### 電視劇 / 網絡劇
| 首播年度 | 劇名                 | 角色      | 備註     |
| 2018年   | 《青春警事》         | 柯佳明    |          |
| 2018年   | 《小妖的金色城堡》   | 怪獸      | 網絡劇   |
| 2019年   | 《等等啊我的青春》   | 周霖      | 網絡劇   |
| 2020年   | 《冰糖燉雪梨》       | 邊澄      |          |
| 2021年   | 《百靈潭》           | 司卯      | 網絡劇   |
| 2022年   | 《星河璀璨的我们》   | 衛風      | 網絡劇   |
| 2022年   | 《千金丫环》         | 方予泽    | 網絡短劇 |
| 2023年   | 《妙手》             | 梁少秋    | 網絡劇   |
| 2024年   | 《我的神使大人》     | 祁肃      | 網絡劇   |
| 2024年   | 《俏红娘》           | 程因      | 網絡短劇 |
| 2024年   | 《一念常安》         | 付安/常风 | 網絡短劇 |
| 2024年   | 《奔跑吧，急救医生》 | 许承远    |          |
| 2025年   | 《朝阳之于夜》         | 夜天      | 網絡短劇 |
| 待播     | 《團圓的季節》       | 金波      |          |

### 電影
| 首播日期       | 劇名         | 角色   | 備註 |
| 2016年6月28日  | 《重生》     | 張學良 |      |
| 2017年10月27日 | 《因為愛情》 | 程輝   |      |

## 音樂作品

### 單曲
| 發行日期      | 歌名             | 備註                           |
| 2020年8月28日 | 《你們，還好嗎》 | 親自作詞、新聲音量種草公司發行 |

## 獲獎記錄
| 頒發日期      | 頒發典禮       | 獎項名稱                   | 結果 |
| 2018年1月13日 | 瑞麗星勢力盛典 | 瑞麗星勢力盛典年度時尚藝人 | 獲獎 |

## 外部鏈接
- 魏天浩的新浪微博
- 魏天浩在豆瓣上的资料（简体中文）